# Sadai (Tukak Sadai)
Sadai is een bestuurslaag in het regentschap Bangka Selatan van de provincie Bangka-Belitung, Indonesië. Sadai telt 2077 inwoners (volkstelling 2010).